# Prochelator kussakini
Prochelator kussakini är en kräftdjursart som beskrevs av Boris Vladimirovich Mezhov 1986. Prochelator kussakini ingår i släktet Prochelator och familjen Desmosomatidae. Inga underarter finns listade i Catalogue of Life.